# Sjostedtiella versicolor
Sjostedtiella versicolor là một loài tò vò trong họ Ichneumonidae.